# Поверхностный сток
Поверхностный сток — процесс перемещения воды по земной поверхности под влиянием силы тяжести; составная часть круговорота воды (влагооборота) Земли.

## Виды поверхностных стоков

### Склоновый
Склоновый сток не имеет фиксированного пути течения, происходит из-за скопления дождевых и талых вод.

### Русловой
Русловой сток имеет определённый характер течения и направление течения, за счет днищ, оврагов, балок, рельефных неровностей. Иногда, в формировании руслового поверхностного стока принимают участие подземные течения и грунтовые воды.